# Indische Cricket-Nationalmannschaft in England in der Saison 2007
Die Tour der indischen Cricket-Nationalmannschaft nach England in der Saison 2007 fand vom 19. Juli bis zum 8. September 2007 statt. Die internationale Cricket-Tour war Bestandteil der Internationalen Cricket-Saison 2007 und umfasste drei Tests und sieben ODIs. Indien gewann die Test-Serie 1–0, während England die ODI-Serie mit 4–3 gewann.

## Vorgeschichte
England spielte zuletzt eine Tour gegen die West Indies, Indien in Irland gegen Südafrika.
Das letzte Aufeinandertreffen der beiden Mannschaften bei einer Tour fand in der Saison 2005/06 in Indien statt.
Der Marylebone Cricket Club stiftete zur Erinnerung an das 75. Jubiläum des ersten Tests einer Indischen Mannschaft in England die Pataudi Trophy, die seit dem bei allen Test-Serien Indiens in England ausgespielt wird.

## Stadien
Die folgenden Stadien wurden für die Tour als Austragungsort vorgesehen und am 2. September 2006 bekanntgegeben.
| Stadion                     | Stadt       | Kapazität | Spiele          |
| --------------------------- | ----------- | --------- | --------------- |
| Edgbaston Cricket Ground    | Birmingham  | 24.803    | 3. ODI          |
| Bristol County Ground       | Bristol     | 17.500    | 2. ODI          |
| Headingley Stadium          | Leeds       | 17.000    | 4. ODI          |
| The Oval                    | London      | 23.500    | 3. Test; 6. ODI |
| Lord’s Cricket Ground       | London      | 30.000    | 1. Test; 7. ODI |
| Old Trafford Cricket Ground | Manchester  | 19.000    | 5. ODI          |
| Trent Bridge                | Nottingham  | 15.350    | 2. Test         |
| Rose Bowl                   | Southampton | 6.500     | 1. ODI          |

## Kaderlisten
Indien benannte seinen Test-Kader am 12. Juni und seinen ODI-Kader am 7. August 2007.
England benannte seinen Test-Kader am 15. Juli 2007.
| Test | Test | ODI | ODI |
| England | Indien | England | Indien |
| --- | --- | --- | --- |
| - Michael Vaughan (K) - James Anderson - Ian Bell - Stuart Broad - Paul Collingwood - Alastair Cook - Steve Harmison - Matthew Hoggard - Monty Panesar - Kevin Pietersen - Matt Prior (wk) - Ryan Sidebottom - Andrew Strauss - Chris Tremlett | - Rahul Dravid (K) - Sachin Tendulkar (VK) - Ranadeb Bose - Mahendra Singh Dhoni (wk) - Gautam Gambhir - Sourav Ganguly - Wasim Jaffer - Dinesh Karthik - Zaheer Khan - Anil Kumble - VVS Laxman - Ramesh Powar - RP Singh - Sreesanth - Yuvraj Singh | - Paul Collingwood (K) - James Anderson - Ian Bell - Ravi Bopara - Stuart Broad - Alastair Cook - Andrew Flinthoff - Jon Lewis - Dimitri Mascarenhas - Monty Panesar - Kevin Pietersen - Matt Prior (wk) - Owais Shah - Ryan Sidebottom - Chris Tremlett - Luke Wright | - Rahul Dravid (K) - Mahendra Singh Dhoni (K & wk) - Ajit Agarkar - Piyush Chawla - Gautam Gambhir - Sourav Ganguly - Dinesh Karthik (wk) - Zaheer Khan - Munaf Patel - Ramesh Powar - Rohit Sharma - RP Singh - Sachin Tendulkar - Robin Uthappa - Yuvraj Singh |

## Tour Match
| 7. – 10. Juli Scorecard | Hove | Indians 388-7d (130.5) & 184-8d (51) | – | Sussex 300-6d (85.1) & 190-9 (55) |
|                         |      | Remis                                |   |                                   |

| 13. – 25. Juli Scorecard | Chelmsford | England Lions 413-8d (97) & 227-2 (59) | – | Indians 383 (86.4) & 91-1 (20) |
|                          |            | Remis                                  |   |                                |

| 3. – 5. August Scorecard | Leicester | Sri Lanka A 266 (76.2) & 265-7d (64) | – | Indians 238-5d (68) & 187-6 (55) |
|                          |           | Remis                                |   |                                  |

| 18. August Scorecard | Northampton | England Lions 296-8 (50) | – | Indians 32-0 (6.2) |
|                      |             | No Result                |   |                    |

### Pakistan in Schottland
| 1. Juli Scorecard | Glasgow | Schottland     | – | Pakistan |
|                   |         | Spiel abgesagt |   |          |

### Indien gegen Pakistan
| 3. Juli Scorecard | Glasgow | Indien         | – | Pakistan |
|                   |         | Spiel abgesagt |   |          |

### ODI gegen Schottland
| 16. August Scorecard | Glasgow | Schottland 203-9 (46/46)                  | – | Indien 212-3 (39.5/46) |
|                      |         | Indien gewinnt mit 7 Wickets (D/L method) |   |                        |

## Tests

### Erster Test in London
| 19. – 23. Juli Scorecard | London (Lord’s) | England 298 (91.2) & 282 (79) | – | Indien 201 (77.2) & 282-9 (96) |
|                          |                 | Remis                         |   |                                |

### Zweiter Test in Nottingham
| 27. – 31. Juli Scorecard | Nottingham | England 198 (65.3) & 355 (104) | – | Indien 481 (158.5) & 73-3 (24.1) |
|                          |            | Indien gewinnt mit 7 Wickets   |   |                                  |

Der indische Spieler Sreesanth wurde auf Grund unnötigen körperlichen Kontakt mit dem Engländer Michael Vaughan mit einer Geldstrafe belegt.

### Dritter Test in London
| 9. – 13. August Scorecard | London (The Oval) | Indien 664 (170) & 180-6d (58) | – | England 345 (103.1) & 369-6 (110) |
|                           |                   | Remis                          |   |                                   |

## One-Day Internationals

### Erstes ODI in Southampton
| 21. August Scorecard | Southampton | England 288-2 (50)           | – | Indien 184 (50) |
|                      |             | England gewinnt mit 104 Runs |   |                 |

### Zweites ODI in Bristol
| 24. August Scorecard | Bristol | Indien 329-7 (50)         | – | England 320-8 (50) |
|                      |         | Indien gewinnt mit 9 Runs |   |                    |

### Drittes ODI in Birmingham
| 27. August Scorecard | Birmingham | England 281-8 (50)          | – | Indien 239 (48.1) |
|                      |            | England gewinnt mit 42 Runs |   |                   |

### Viertes ODI in Manchester
| 30. August Scorecard | Manchester | Indien 212 (49.4)             | – | England 213-7 (48) |
|                      |            | England gewinnt mit 3 Wickets |   |                    |

### Fünftes ODI in Leeds
| 2. September Scorecard | Leeds | Indien 324-6 (50)                       | – | England 242-8 (39/39) |
|                        |       | Indien gewinnt mit 38 Runs (D/L method) |   |                       |

### Sechstes ODI in London
| 5. September Scorecard | London (The Oval) | England 316-6 (50)           | – | Indien 317-8 (49.4) |
|                        |                   | Indien gewinnt mit 2 Wickets |   |                     |

### Siebtes ODI in London
| 8. September Scorecard | London (Lord’s) | Indien 187 (47.3)             | – | England 188-3 (36.2) |
|                        |                 | England gewinnt mit 7 Wickets |   |                      |

## Statistiken
Die folgenden Cricketstatistiken wurden bei dieser Tour erzielt.
| Tests            | Tests      | Tests   | Tests   | Tests   | Tests   | Tests   | Tests   | Tests   |
| Batting          | Batting    | Batting | Batting | Batting | Batting | Batting | Batting | Batting |
| Spieler          | Mannschaft | Spiele  | Innings | Runs    | Average | HS      | 100s    | 50s     |
| ---------------- | ---------- | ------- | ------- | ------- | ------- | ------- | ------- | ------- |
| Kevin Pietersen  | England    | 3       | 6       | 345     | 57,50   | 134     | 2       | 0       |
| Michael Vaughan  | England    | 3       | 6       | 295     | 49,16   | 124     | 1       | 1       |
| Dinesh Karthik   | Indien     | 3       | 6       | 263     | 43,83   | 91      | 0       | 3       |
| Sourav Ganguly   | Indien     | 3       | 6       | 249     | 49,80   | 79      | 0       | 2       |
| Sachin Tendulkar | Indien     | 3       | 6       | 228     | 38,00   | 91      | 0       | 2       |
| Bowling          |            |         |         |         |         |         |         |         |
| Spieler          | Mannschaft | Spiele  | Overs   | Wickets | Average | BBI     | 5W      | 10W     |
| Zaheer Khan      | Indien     | 3       | 136.2   | 18      | 20,33   | 5/75    | 1       | 0       |
| Anil Kumble      | Indien     | 3       | 143.4   | 14      | 34,50   | 3/32    | 0       | 0       |
| James Anderson   | England    | 3       | 146.2   | 14      | 35,57   | 5/42    | 1       | 0       |
| Chris Tremlett   | England    | 3       | 143.1   | 13      | 29,69   | 3/12    | 0       | 0       |
| RP Singh         | Indien     | 3       | 92.3    | 12      | 28,91   | 5/59    | 1       | 0       |

| ODIs             | ODIs       | ODIs    | ODIs    | ODIs    | ODIs    | ODIs    | ODIs    | ODIs    |
| Batting          | Batting    | Batting | Batting | Batting | Batting | Batting | Batting | Batting |
| Spieler          | Mannschaft | Spiele  | Innings | Runs    | Average | HS      | 100s    | 50s     |
| ---------------- | ---------- | ------- | ------- | ------- | ------- | ------- | ------- | ------- |
| Ian Bell         | England    | 7       | 7       | 422     | 70,33   | 126*    | 1       | 2       |
| Sachin Tendulkar | Indien     | 7       | 7       | 374     | 53,42   | 99      | 0       | 4       |
| Yuvraj Singh     | Indien     | 7       | 7       | 283     | 40,42   | 72      | 0       | 2       |
| Paul Collingwood | England    | 7       | 6       | 274     | 68,50   | 91*     | 0       | 2       |
| Sourav Ganguly   | Indien     | 7       | 7       | 249     | 35,57   | 72      | 0       | 3       |
| Bowling          |            |         |         |         |         |         |         |         |
| Spieler          | Mannschaft | Spiele  | Overs   | Wickets | Average | BBI     | 5W      | 10W     |
| James Anderson   | England    | 7       | 65.5    | 14      | 22,57   | 4/23    | 0       | 0       |
| Andrew Flintoff  | England    | 4       | 35.3    | 10      | 14,40   | 5/56    | 1       | 0       |
| Stuart Broad     | England    | 7       | 65.4    | 9       | 37,77   | 4/51    | 0       | 0       |
| RP Singh         | Indien     | 5       | 42      | 7       | 31,71   | 3/55    | 0       | 0       |
| Ajit Agarkar     | Indien     | 5       | 44      | 7       | 44,71   | 4/60    | 0       | 0       |

## Player of the Series
Als Player of the Series wurden die folgenden Spieler ausgezeichnet.
| Serie | Player of the Series       |
| ----- | -------------------------- |
| Test  | James Anderson Zaheer Khan |
| ODI   | Ian Bell                   |

### Player of the Match
Als Player of the Match wurden die folgenden Spieler ausgezeichnet.
| Spiel   | Player of the Match |
| ------- | ------------------- |
| 1. Test | Kevin Pietersen     |
| 2. Test | Zaheer Khan         |
| 3. Test | Anil Kumble         |
| 1. ODI  | Ian Bell            |
| 2. ODI  | Rahul Dravid        |
| 3. ODI  | Ian Bell            |
| 4. ODI  | Stuart Broad        |
| 5. ODI  | Sourav Ganguly      |
| 6. ODI  | Sachin Tendulkar    |
| 7. ODI  | Kevin Pietersen     |